# Wilhelm Johannes Vierling
Wilhelm Johannes Vierling (né le 12 septembre 1889 à Nossen et mort le 22 septembre 1956 à Leipzig) est un avocat allemand et, en 1945, bourgmestre de Leipzig pendant un peu moins de trois mois. 

## Biographie
Johannes Vierling est le fils du pasteur Wilhelm Vierling. Après avoir été diplômé du König-Albert-Gymnasium, Vierling commence à étudier le droit à l'Université de Leipzig. En 1908, il devient membre du Corps Budissa. En 1913, il obtient un doctorat en droit à Leipzig Après le Grand Examen d'État de droit, Vierling travaille comme avocat et notaire. Pendant la République de Weimar, il est membre du Parti populaire national allemand. Il est président de l' ordre des avocats. Immédiatement après la prise de Leipzig par l'armée américaine le 18 avril 1945, Vierling est nommé par le commandant de la ville, le major Eaton, bourgmestre de la ville. Dans les mois suivants, il commence à mettre en place une nouvelle administration de la ville. Les communistes de Leipzig s'opposent à la nomination du ressortissant allemand Vierling. Fin juin 1945, par exemple, des tracts demandaient sa démission. Après la prise de Leipzig par l' Armée rouge au début de juillet 1945, Vierling est rappelé par le nouveau commandant militaire de la ville, le lieutenant-général Nikolai Ivanovich Trufanow, avec effet au 16 juillet 1945 et Erich Zeigner au poste de bourgmestre. 
Après son rappel, Vierling travaille d'abord pendant un certain temps comme conseiller juridique dans l'administration de la ville de Leipzig. Il travaille ensuite comme avocat jusqu'en 1956. Sa nomination en tant que notaire devait être révoquée à la suite d'une décision de la Commission de dénazification de l'État de Saxe le 30 janvier 1947. Mais lors de longues négociations, Vierling a pu empêcher cela et a continué à travailler comme notaire. 